# HIP 13044
HIP 13044 è una stella visibile nella costellazione della Fornace; distante circa 2200 anni luce dal sistema solare, si tratta di una stella proveniente da una galassia originariamente esterna alla Via Lattea e da essa inglobata circa 6–9 miliardi di anni fa. Attorno alla stella orbita un pianeta, denominato HIP 13044 b.

## Caratteristiche
HIP 13044 è una stella di massa medio-piccola, stimata in circa l'80% di quella solare. Tuttavia, la stella è piuttosto luminosa e possiede un raggio circa sei volte quello della nostra stella; questo perché si tratta di una stella molto evoluta, prossima alla conclusione della sua esistenza: si trova infatti nello stadio di stella del ramo orizzontale, fase immediatamente successiva a quella di gigante rossa nella quale la stella fonde l'elio del suo nucleo secondo il processo tre alfa. Si prevede che la stella possa divenire entro qualche milione di anni una nana bianca, ma non è certo se prima di giungere a questa fase essa andrà incontro ad una nuova espansione in gigante.
La stella possiede una velocità di rotazione piuttosto rapida per una stella nella sua fase evolutiva, segno che con una certa probabilità essa abbia fagocitato eventuali pianeti interni durante la sua prima espansione in gigante rossa al termine della sequenza principale. L'elevata eccentricità della sua orbita attorno al centro galattico (che la porta tra un minimo di 7 kpc al periapside ed un massimo di 16 kpc all'apoapside) è un segno che quasi sicuramente non si tratta di una stella nata nella nostra galassia; secondo le ipotesi la stella sarebbe originaria di una galassia nana inglobata dalla nostra circa 6–9 miliardi di anni or sono, i cui resti costituiscono quella che oggi è nota come corrente di Helmi.

## Il sistema planetario

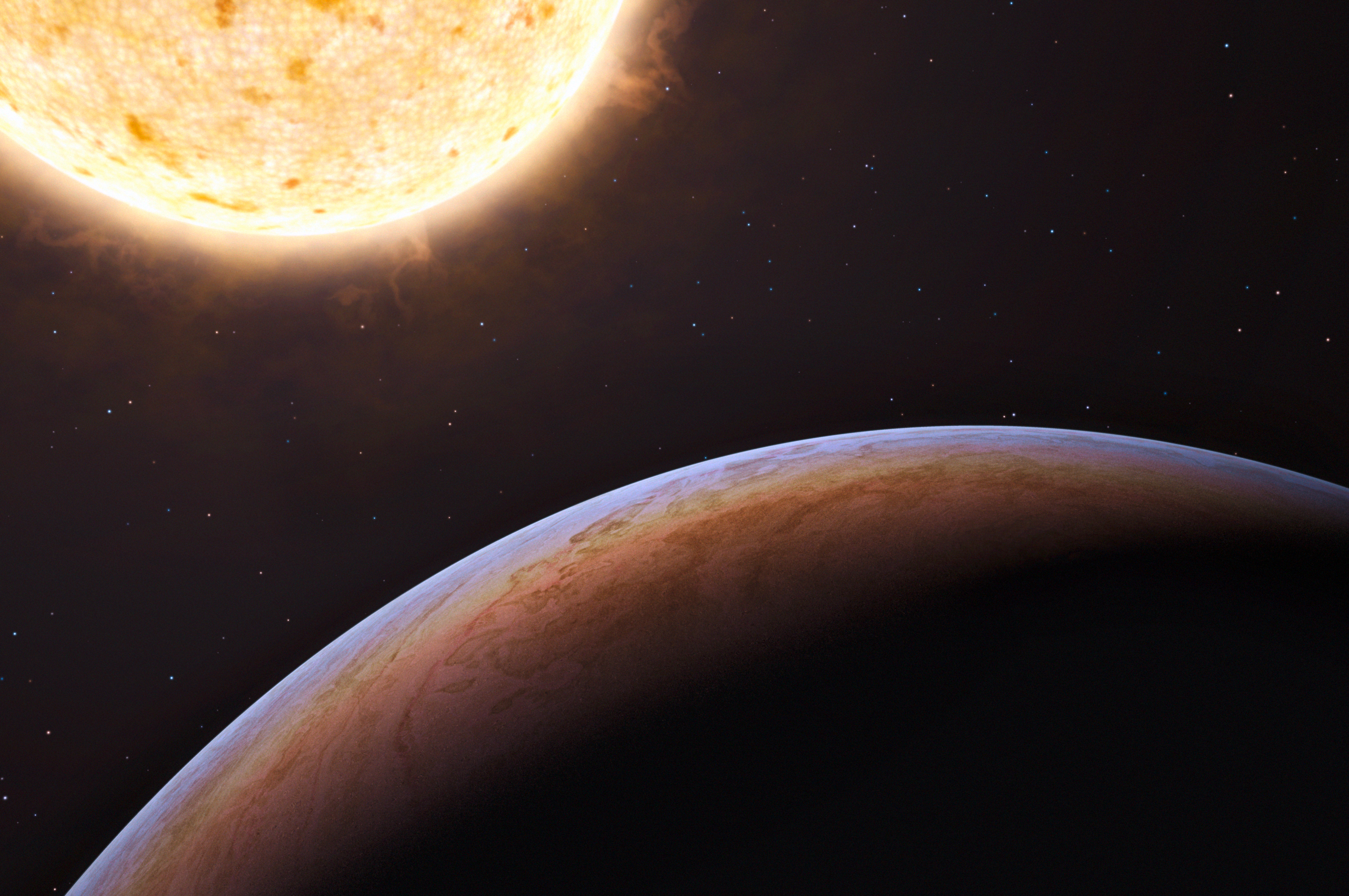
Rappresentazione artistica del pianeta.

Il 18 novembre 2010 è stata annunciata la scoperta di un pianeta attorno alla stella, HIP 13044 b; la scoperta è stata resa possibile dal metodo della velocità radiale, misurata tramite il telescopio MPG/ESO da 2,2 m situato presso l'Osservatorio di La Silla, in Cile. Si tratta probabilmente di un gigante gassoso la cui massa è stimata in circa 1,2 volte la massa di Giove. Compie un'orbita completa attorno alla stella in circa 16 giorni terrestri ad una distanza media di 0,11 unità astronomiche (UA). È però possibile che il pianeta originariamente orbitasse ad una distanza molto maggiore dalla sua stella, ma che abbia subito un decadimento dell'orbita a seguito dell'attrito con le porzioni più esterne dell'atmosfera della stella quando questa era una gigante rossa. Dal momento che non si sa se la stella andrà incontro a successive riespansioni, il destino del pianeta è incerto.

### Smentita della scoperta
Ulteriori studi smentirono l'esistenza del pianeta rilevando errori nelle misurazioni precedenti. Di fatto non c'è nessuna evidenza di pianeti in orbita attorno alla stella.